# Physosiphon
Physosiphon é um género botânico pertencente à família das orquídeas (Orchidaceae).

## Etimologia
O nome vem do grego physosiphon, cujo significado é tubo em formato de bexiga, uma referência ao tubo formado pelas sépalas de suas flores.

## Sinônimo
- Pleurothallis subg. Physosiphon (Lindley) Luer, Monogr. Syst. Bot. Missouri Bot. Gard. 20: 50. 1986.

## Histórico
O gênero Physosiphon foi proposto por Lindley em Edwards's Botanical Register 21: sub t. 1797, em 1835. Pfeiffer designou como seu lectótipo o Physosiphon loddigesii Lindley, cujo nome era inválido, considerado um sinônimo do Physosiphon emarginatus (Ruiz & Pavón) Lindl..
Em 1986 Carlyle August Luer transformou-o em subgênero de Pleurothallis. Em 2001, Pridgeon & M.W.Chase tranferiram suas espécies para gêneros diversos, inclusive Stelis.
A quantidade exata de espécies pertencentes a este gênero é incerta, pois recentemente muitas foram removidas para outros gêneros, supostamente restam duas. Mesmo a validade de Physosiphon como um todo tem sido discutida. De todos os gêneros que que fazem parte de Pleurothallidinae, este é um dos que suscitam mais dúvidas. As espécies aqui classificadas, já foram incluídas em diversos outros gêneros ao longo do tempo e realmente nenhuma se parece muito com outra. Por exemplo o Physosiphon parahybunensis frequentemente é classificada como Acianthera parahybunensis e mesmo como Stelis e a Pleurothallis deregularis foi recentemente incluída por Luer no gênero Pseudostelis e também em Stelis.

## Distribuição
Suas espécies ocorrem desde o México até o Peru e Equador.

## Descrição
A principal característica que distingue este gênero de Pleurothallis ou Stelis está nas sépalas de suas flores, concrescidas até a metade de seu comprimento, formando um largo tubo, de modo que as flores se assemelham às Masdevallia da subsecção Tubulosae.
As vegetação das plantas parece-se com a de Stelis. A inflorescência é alongada, racemosa, multiflora, com flores que se abrem simultâneamente.

## Filogenia
Considerando-se apenas as duas espécies restantes, citadas na caixa taxonômica ao lado, deve situar-se incluído no clado de Stelis.